# Список кардиналів, призначених Папою Франциском
Список кардиналів, призначених Папою Франциском — список кардиналів, іменованих Папою Франциском (2013—2025). За цей період Папа Франциск призначив 163 кардиналів на 10 консисторіях.

## Консисторія 22 лютого 2014
| Ім'я                                           | Країна походження | Титул на час призначення кардиналом            |
| ---------------------------------------------- | ----------------- | ---------------------------------------------- |
| 1. П'єтро Паролін (нар. 1955)                  | Італія            | Державний секретар Святого Престолу і Ватикану |
| 2. Лоренцо Бальдіссері (нар. 1940)             | Італія            | Генеральний секретар Синоду Єпископів          |
| 3. Герхард Людвіг Мюллер (нар. 1947)           | Німеччина         | Префект Конгрегації доктрини віри              |
| 4. Беніаміно Стелла (нар. 1941)                | Італія            | Префект Конгрегації в справах духовенства      |
| 5. Вінсент Ніколс (нар. 1945)                  | Англія            | Архієпископ Вестмінстера                       |
| 6. Леопольдо Бренес Солорсано (нар. 1949)      | Нікарагуа         | Архієпископ Манагуа                            |
| 7. Жераль Лакруа, ISPX (нар. 1957)             | Канада            | Архієпископ Квебека                            |
| 8. Жан-П'єр Кутва (нар. 1945)                  | Кот-д'Івуар       | Архієпископ Абіджана                           |
| 9. Орані Жуан Темпеста, OCist (нар. 1950)      | Бразилія          | Архієпископ Сан-Себастіян-до-Ріо-де-Жанейро    |
| 10. Ґуалтьєро Бассетті (нар. 1942)             | Італія            | Архієпископ Перуджі-Читта-делла-П'єве          |
| 11. Маріо Ауреліо Полі (нар. 1947)             | Аргентина         | Архієпископ Буенос-Айреса                      |
| 12. Ендрю Йом Су Джун (нар. 1943)              | Південна Корея    | Архієпископ Сеула                              |
| 13. Рікардо Ессаті Андрельо, SDB (нар. 1942)   | Чилі              | Архієпископ Сантьяго-де-Чилі                   |
| 14. Філіпп Уедраого (нар. 1945)                | Буркіна-Фасо      | Архієпископ Уагадугу                           |
| 15. Орландо Кеведо, OMI (нар. 1939)            | Філіппіни         | Архієпископ Котабато                           |
| 16. Шіблі Ланглуа (нар. 1958)                  | Гаїті             | Єпископ Ле-Ке                                  |
| 17. Лоріс Франческо Каповілла (1915—2016)      | Італія            | Прелат-емерит Лорето                           |
| 18. Фернандо Себастьян Агілар, CMF (1929—2019) | Іспанія           | Архієпископ-емерит Памплони і Тудели           |
| 19. Кельвін Едвард Фелікс (нар. 1933)          | Сент-Люсія        | Архієпископ Кастри                             |

## Консисторія 14 лютого 2015
| Ім'я                                                | Країна походження | Титул на час призначення кардиналом                 |
| --------------------------------------------------- | ----------------- | --------------------------------------------------- |
| 1. Домінік Мамберті (нар. 1952)                     | Франція           | Префект Найвищого Трибуналу Апостольської Сигнатури |
| 2. Мануел Клементе (нар. 1948)                      | Португалія        | Патріарх Лісабона                                   |
| 3. Бегранейезус Демерью Сурафіль, CM (нар. 1948)    | Ефіопія           | Архієпископ Аддис-Абеби                             |
| 4. Джон Ечерлі Дью (нар. 1948)                      | Нова Зеландія     | Архієпископ Велінгтона                              |
| 5. Едоардо Менікеллі (нар. 1939)                    | Італія            | Архієпископ Анкони-Озімо                            |
| 6. П'єр Нгуен Ван Ньон (нар. 1938)                  | В'єтнам           | Архієпископ Ханоя                                   |
| 7. Альберто Суарес Інда (нар. 1939)                 | Мексика           | Архієпископ Морелії                                 |
| 8. Чарльз Монґ Бо, SDB (нар. 1948)                  | М'янма            | Архієпископ Янгона                                  |
| 9. Френсіс Ксав'єр Крінґсак Ковітаваній (нар. 1949) | Таїланд           | Архієпископ Бангкоку                                |
| 10. Франческо Монтенеґро (нар. 1946)                | Італія            | Архієпископ Агрідженто                              |
| 11. Даніель Фернандо Стурла Бергуа, SDB (нар. 1959) | Уругвай           | Архієпископ Монтевідео                              |
| 12. Рікардо Бласкес Перес (нар. 1942)               | Іспанія           | Архієпископ Вальядоліда                             |
| 13. Хосе Луїс Лакунса Маестрохуан, OAR (нар. 1944)  | Панама            | Єпископ Давида                                      |
| 14. Арліндо Ґомес Фуртадо (нар. 1949)               | Кабо-Верде        | Єпископ Сантьягу де Кабо Верде                      |
| 15. Соане Патіта Пайні Мафі (нар. 1961)             | Тонга             | Єпископ Тонги                                       |
| 16. Хосе де Хесус Пімєнто Родріґес (1919—2019)      | Колумбія          | Архієпископ-емерит Манісалеса                       |
| 17. Луїджі Де Маджістріс (1926—2022)                | Італія            | Про-великий пенітенціарій                           |
| 18. Карл-Йозеф Раубер (1934—2023)                   | Німеччина         | Апостольський нунцій (емерит)                       |
| 19. Луіс Ектор Вільяльба (нар. 1934)                | Аргентина         | Архієпископ-емерит Тукумана                         |
| 20. Жуліо Дуарте Ланґа (нар. 1927)                  | Мозамбік          | Єпископ-емерит Шай-Шаю                              |

## Консисторія 19 листопада 2016
| Ім'я                                           | Країна походження                | Титул на час призначення кардиналом                |
| ---------------------------------------------- | -------------------------------- | -------------------------------------------------- |
| 1. Маріо Дзенарі (нар. 1946)                   | Італія                           | Апостольський нунцій у Сирії                       |
| 2. Дьюдоні Дзапалаінґа, C.S.Sp. (нар. 1967)    | Центральноафриканська Республіка | Архієпископ Бангі                                  |
| 3. Карлос Осоро Сьєрра (нар. 1945)             | Іспанія                          | Архієпископ Мадрида                                |
| 4. Сержу да Роша (нар. 1959)                   | Бразилія                         | Архієпископ Бразиліа                               |
| 5. Блейз Дж. Капіч (нар. 1949)                 | США                              | Архієпископ Чикаго                                 |
| 6. Патрік Д'Розаріо, C.S.C. (нар. 1943)        | Бангладеш                        | Архієпископ Дакки                                  |
| 7. Бальтасар Енріке Поррас Кардосо (нар. 1944) | Венесуела                        | Архієпископ Мериди                                 |
| 8. Йозеф Де Кесель (нар. 1947)                 | Бельгія                          | Архієпископ Мехелена-Брюсселя                      |
| 9. Моріс Піат, C.S.Sp. (нар. 1941)             | Маврикій                         | Єпископ Порт-Луї                                   |
| 10. Кевін Фаррелл (нар. 1947)                  | США/ Ірландія                    | Префект Дикастерії в справах мирян, сім'ї та життя |
| 11. Карлос Аґіяр Ретес (нар. 1950)             | Мексика                          | Архієпископ Тлальнепантли                          |
| 12. Джон Рібат, M.S.C. (нар. 1957)             | Папуа Нова Гвінея                | Архієпископ Порт-Морсбі                            |
| 13. Джозеф Вільям Тобін, C.Ss.R. (нар. 1952)   | США                              | Архієпископ Індіанаполіса                          |
| 14. Ентоні Сотер Фернандес (1930—2020)         | Малайзія                         | Архієпископ-емерит Куала-Лумпура                   |
| 15. Ренато Корті (1936—2020)                   | Італія                           | Єпископ-емерит Новари                              |
| 16. Себастьян Кото Хорай, O.M.I. (1929—2021)   | Лесото                           | Єпископ-емерит Мохалес-Хука                        |
| 17. Ернест Сімоні (нар. 1928)                  | Албанія                          | Священник архідієцезії Шкодера-Пулта               |

## Консисторія 28 червня 2017
| Ім'я                                             | Країна походження | Титул на час призначення кардиналом |
| ------------------------------------------------ | ----------------- | ----------------------------------- |
| 1. Жан Зербо (нар. 1943)                         | Малі              | Архієпископ Бамако                  |
| 2. Хуан Хосе Омелья Омелья (нар. 1946)           | Іспанія           | Архієпископ Барселони               |
| 3. Андерс Арбореліус, O.C.D. (нар. 1949)         | Швеція            | Єпископ Стокгольма                  |
| 4. Луї-Марі Лінґ Манґханехун, I.V.D. (нар. 1944) | Лаос              | Апостольський вікарій Паксе         |
| 5. Хосе Ґреґоріо Роса Чавес (нар. 1942)          | Сальвадор         | Єпископ-помічник Сан-Сальвадора     |

## Консисторія 28 червня 2018
| Ім'я                                          | Країна походження | Титул на час призначення кардиналом              |
| --------------------------------------------- | ----------------- | ------------------------------------------------ |
| 1. Луїс Рафаель І Сако (нар. 1948)            | Ірак              | Халдейський патріарх Вавилона                    |
| 2. Луїс Ладарія Феррер, S.J. (нар. 1944)      | Іспанія           | Префект Конгрегації доктрини віри                |
| 3. Анджело де Донатіс (нар. 1954)             | Італія            | Генеральний вікарій Риму                         |
| 4. Джованні Анджело Беччу (нар. 1948)         | Італія            | Заступники Державного секретаря Святого Престолу |
| 5. Конрад Краєвський (нар. 1963)              | Польща            | Папський елимозинарій                            |
| 6. Джозеф Кутц (нар. 1945)                    | Пакистан          | Архієпископ Карачі                               |
| 7. Антоніо дос Сантос Марто (нар. 1947)       | Португалія        | Єпископ Лейрії-Фатіми                            |
| 8. Педро Баррето, S.J. (нар. 1944)            | Перу              | Архієпископ Уанкайо                              |
| 9. Дезіре Царагазана (нар. 1954)              | Мадагаскар        | Архієпископ Туамасіни                            |
| 10. Джузеппе Петроккі (нар. 1948)             | Італія            | Архієпископ Л'Аквіли                             |
| 11. Томас Акіно Маньо Маеда (нар. 1949)       | Японія            | Архієпископ Осаки                                |
| 12. Серхіо Обесо Рівера (1931—2019)           | Мексика           | Архієпископ-емерит Халапи                        |
| 13. Торібіо Тікона Порко (нар. 1937)          | Болівія           | Прелат-емерит Коро Коро                          |
| 14. Аквіліно Бокос Меріно, C.M.F. (нар. 1938) | Іспанія           | Генеральний настоятель-емерит кларетинців        |

## Консисторія 5 жовтня 2019
| Ім'я                                                | Країна походження | Титул на час призначення кардиналом                                                                |
| --------------------------------------------------- | ----------------- | -------------------------------------------------------------------------------------------------- |
| 1. Міґель Ангель Аюзо Ґіхот, M.C.C.J. (1952—2024)   | Іспанія           | Голова Папської ради в справах міжрелігійного діалогу                                              |
| 2. Жозе Толентіно Мендонса (нар. 1965)              | Португалія        | Бібліотекар і архівіст Святої Римської Церкви                                                      |
| 3. Іґнатіус Сугарійо Гарджоатмоджо (нар. 1950)      | Індонезія         | Архієпископ Джакарти                                                                               |
| 4. Хуан Ґарсіа Родріґес (нар. 1948)                 | Куба              | Архієпископ Сан-Кристобаль-де-ла-Абани                                                             |
| 5. Фрідолен Амбого Бесунгу, O.F.M. Cap. (нар. 1960) | ДР Конго          | Архієпископ Кіншаси                                                                                |
| 6. Жан-Клод Голлеріх, S.J. (нар. 1958)              | Люксембург        | Архієпископ Люксембурга                                                                            |
| 7. Альваро Леонель Рамаззіні Імері (нар. 1947)      | Гватемала         | Єпископ Уеуетенанґо                                                                                |
| 8. Маттео Дзуппі (нар. 1955)                        | Італія            | Архієпископ Болоньї                                                                                |
| 9. Крістобаль Лопес Ромеро, S.D.B. (нар. 1952)      | Іспанія           | Архієпископ Рабата                                                                                 |
| 10. Майкл Черні, S.J. (нар. 1946)                   | Чехія             | Заступник секретаря Відділу в справах мігрантів Дикастерії служіння цілісному людському розвиткові |
| 11. Майкл Луїс Фіцджеральд, M.Afr. (нар. 1937)      | Велика Британія   | Апостольський нунцій (вислужений) і Голова-емерит Папської ради в справах міжрелігійного діалогу   |
| 12. Сиґітас Тамкявічус, S.J. (нар. 1938)            | Литва             | Архієпископ-емерит Каунаса                                                                         |
| 13. Еудженіо Даль Корсо, P.S.D.P. (1939—2024)       | Італія            | Єпископ-емерит Бенґуели                                                                            |

## Консисторія 28 листопада 2020
| Ім'я                                             | Країна походження | Титул на час призначення кардиналом                                        |
| ------------------------------------------------ | ----------------- | -------------------------------------------------------------------------- |
| 1. Маріо Грек (нар. 1957)                        | Мальта            | Генеральний Секретар Синоду Єпископів                                      |
| 2. Марчелло Семераро (нар. 1947)                 | Італія            | Префект Конгрегації в справах святих                                       |
| 3. Антуан Камбанда (нар. 1958)                   | Руанда            | Архієпископ Кіґалі                                                         |
| 4. Вілтон Грегорі (нар. 1947)                    | США               | Архієпископ Вашингтона                                                     |
| 5. Хосе Адвінкула (нар. 1952)                    | Філіппіни         | Архієпископ Капіза                                                         |
| 6. Селестіно Аос Брако, O.F.M.Cap. (нар. 1945)   | Чилі              | Архієпископ Сантьяго-де-Чилі                                               |
| 7. Корнеліус Сім (1951—2021)                     | Бруней            | Апостольський вікарій Брунею                                               |
| 8. Ауґусто Паоло Лоюдіче (нар. 1964)             | Італія            | Архієпископ Сієни-Колле-ді-Вал'Ельза-Монтальчіно                           |
| 9. Мауро Ґамбетті, O.F.M. Conv. (нар. 1965)      | Італія            | Кустос-емерит монастиря Сакро-Конвенто                                     |
| 10. Феліпе Арісменді Есквівел (нар. 1940)        | Мексика           | Єпископ-емерит Сан-Кристобаль-де-лас-Касаса                                |
| 11. Сільвано Томазі, C.S. (нар. 1940)            | Італія            | Спеціальний делегат при Мальтійському ордені                               |
| 12. Ран'єро Канталамеса, O.F.M. Cap. (нар. 1934) | Італія            | Проповідник папського двору                                                |
| 13. Енріко Ферочі (нар. 1940)                    | Італія            | Настоятель парафії в санктуарії Пресвятої Марії Божественної Любові в Римі |

## Консисторія 27 серпня 2022
| Ім'я                                              | Країна походження | Титул на час призначення кардиналом                                                        |
| ------------------------------------------------- | ----------------- | ------------------------------------------------------------------------------------------ |
| 1. Артур Роше (нар. 1950)                         | Велика Британія   | Префект Конгрегації Богослужіння і дисципліни Таїнств                                      |
| 2. Лазар Ю Хун Сік (нар. 1951)                    | Південна Корея    | Префект Конгрегації в справах духовенства                                                  |
| 3. Фернандо Вергес Альсага (нар. 1945)            | Іспанія           | Голова Папської комісії у справах держави-міста Ватикан і Губернатор держави-міста Ватикан |
| 4. Жан-Марк Авелін (нар. 1958)                    | Франція           | Архієпископ Марселя                                                                        |
| 5. Петер Ебере Окпалеке (нар. 1963)               | Нігерія           | Єпископ Еквулобії                                                                          |
| 6. Леонардо Ульріш Штайнер, O.F.M. (нар. 1950)    | Бразилія          | Архієпископ Манауса                                                                        |
| 7. Філіпе Нері Феррао (нар. 1953)                 | Індія             | Архієпископ Ґоа та Дамана                                                                  |
| 8. Роберт Вальтер МакЕлрой (нар. 1954)            | США               | Єпископ Сан-Дієго                                                                          |
| 9. Віржіліо До Кармо Да Сілва, S.D.B. (нар. 1967) | Східний Тимор     | Архієпископ Ділі                                                                           |
| 10. Оскар Кантоні (нар. 1950)                     | Італія            | Єпископ Комо                                                                               |
| 11. Ентоні Поола (нар. 1961)                      | Індія             | Архієпископ Гайдерабада                                                                    |
| 12. Паоло Сезар Коста (нар. 1967)                 | Бразилія          | Архієпископ Бразиліа                                                                       |
| 13. Річард Кууя Баауобр, M.Afr. (1959—2022)       | Гана              | Єпископ Ва                                                                                 |
| 14. Вілльям Сень Чзай Ґо (нар. 1957)              | Сінгапур          | Архієпископ Сінгапуру                                                                      |
| 15. Адальберто Мартінес Флорес (нар. 1951)        | Парагвай          | Архієпископ Асунсьйона                                                                     |
| 16. Джорджо Маренґо, I.M.C. (нар. 1974)           | Монголія          | Апостольський Префект Улан-Батора                                                          |
| 17. Хорхе Енріке Хіменес Карвахал (нар. 1942)     | Колумбія          | Архієпископ-емерит Картахени                                                               |
| 18. Арріґо Мільйо (нар. 1942)                     | Італія            | Архієпископ-емерит Кальярі                                                                 |
| 19. Джанфранко Ґірлянда, S.J. (нар. 1942)         | Італія            | Вислужений ректор Папського Григоріанського університету                                   |
| 20. Фортунато Фрецца (нар. 1942)                  | Італія            | Канонік базиліки Святого Петра                                                             |

Папа також проголосив номінацію бельгійського єпископа-емерита м. Ґент Люка Ван Лоя, однак 16 червня 2022 року той відмовився від кардинальства.

## Консисторія 30 вересня 2023
| Ім'я                                                  | Країна походження | Титул на час призначення кардиналом                                           |
| ----------------------------------------------------- | ----------------- | ----------------------------------------------------------------------------- |
| 1. Роберт Френсіс Превост, O.S.A. (нар. 1955)         | США               | Префект Дикастерії в справах єпископів                                        |
| 2. Клаудіо Гуджеротті (нар. 1955)                     | Італія            | Префект Дикастерії для Східних Церков                                         |
| 3. Віктор Мануель Фернандес (нар. 1962)               | Аргентина         | Префект Дикастерії віровчення                                                 |
| 4. Еміль Поль Черріґ (нар. 1947)                      | Швейцарія         | Апостольський нунцій в Італії і Сан-Марино                                    |
| 5. Крістоф Луї Ів Жорж П'єрр (нар. 1946)              | Франція           | Апостольський нунцій у США                                                    |
| 6. П'єрбаттіста Піццабалла, O.F.M. (нар. 1965)        | Ізраїль           | латинський Патріарх Єрусалиму                                                 |
| 7. Стівен Бріслін (нар. 1956)                         | ПАР               | Архиєпископ Кейптауна                                                         |
| 8. Анхель Сіксто Россі, S.J. (нар. 1958)              | Аргентина         | Архиєпископ Кордови                                                           |
| 9. Луїс Хосе Руеда Апарісіо (нар. 1962)               | Колумбія          | Архиєпископ Боготи                                                            |
| 10. Ґжеґож Рись (нар. 1964)                           | Польща            | Архиєпископ Лодзі                                                             |
| 11. Стівен Амею Мартін Мулла (нар. 1964)              | Південний Судан   | Архиєпископ Джуби                                                             |
| 12. Хосе Кобо Кано (нар. 1965)                        | Іспанія           | Архиєпископ Мадрида                                                           |
| 13. Протасе Руґамбва (нар. 1960)                      | Танзанія          | Архиєпископ-коад'ютор Табори                                                  |
| 14. Себастьян Френсіс (нар. 1951)                     | Малайзія          | Єпископ Пенанга                                                               |
| 15. Стівен Чоу Сау-Ян, S.J. (нар. 1959)               | КНР               | Єпископ Гонконгу                                                              |
| 16. Франсуа-Ксав'є Бустілло, O.F.M. Conv. (нар. 1968) | Франція           | Єпископ Аяччо                                                                 |
| 17. Амеріко Мануел Алвес Аґуяр (нар. 1973)            | Португалія        | Єпископ-помічник Лісабонський                                                 |
| 18. Анхель Фернандес Артіме, S.D.B. (нар. 1960)       | Іспанія           | Головний Настоятель Салезіянського Згромадження                               |
| 19. Аґостіно Маркетто (нар. 1940)                     | Італія            | Вислужений секретар Папської Ради душпастирської опіки мігрантів і подорожніх |
| 20. Дієго Рафаель Падрон Санчес (нар. 1939)           | Венесуела         | Архиєпископ-емерит Кумани                                                     |
| 21. Луїс Паскуаль Дрі, OFM Cap. (1927—2025)           | Аргентина         | сповідник у санктуарії Матері Божої Помпейської в Буенос-Айресі               |

## Консисторія 7 грудня 2024
| Ім'я                                                | Країна походження | Титул на час призначення кардиналом                                                                    |
| --------------------------------------------------- | ----------------- | --- |
| 1. Анджело Ачербі (нар. 1925)                       | Італія            | Апостольський нунцій                                                                                   |
| 2. Карлос Ґуставо Кастільйо Маттасольйо (нар. 1950) | Перу              | Архиєпископ Ліми                                                                                       |
| 3. Вісенте Бокаліч Іґліч, C.M. (нар. 1952)          | Аргентина         | Архиєпископ Сантьяґо-дель-Естеро, Примас Аргентини                                                     |
| 4. Луїс Жерардо Кабрера Еррера, O.F.M. (нар. 1955)  | Еквадор           | Архиєпископ Ґуаякіля                                                                                   |
| 5. Фернандо Наталіо Чомалі Ґаріб (нар. 1957)        | Чилі              | Архиєпископ Сантьяго-де-Чилі                                                                           |
| 6. Тарсикій Ісао Кікучі, S.V.D. (нар. 1958)         | Японія            | Архиєпископ Токіо                                                                                      |
| 7. Пабло Вірхіліо Сьонґко Давід (нар. 1959)         | Філіппіни         | Єпископ Калоокана                                                                                      |
| 8. Ладіслав Немет, S.V.D. (нар. 1956)               | Сербія            | Архиєпископ Белградсько-Смедеревський                                                                  |
| 9. Жайме Шпенґлер, O.F.M. (нар. 1960)               | Бразилія          | Архиєпископ Порто-Алеґрі                                                                               |
| 10. Іньясе Бессі Доґбо (нар. 1961)                  | Кот-д'Івуар       | Архиєпископ Абіджана                                                                                   |
| 11. Жан-Поль Веско, O.P. (нар. 1962)                | Алжир             | Архиєпископ Алжира                                                                                     |
| 12. Домінік Жозеф Матьє, O.F.M. Conv. (нар. 1963)   | Іран              | Архиєпископ Тегерансько-Ісфаганський                                                                   |
| 13. Роберто Реполе (нар. 1967)                      | Італія            | Архиєпископ Турина                                                                                     |
| 14. Балдассаре Рейна (нар. 1970)                    | Італія            | Генеральний вікарій для Римської дієцезії                                                              |
| 15. Френсіс Лео (нар. 1971)                         | Канада            | Архиєпископ Торонто                                                                                    |
| 16. Роландас Макріцкас (нар. 1972)                  | Литва             | Архипресвітер-коад'ютор Папської базиліки Santa Maria Maggiore                                         |
| 17. Микола Бичок, ЗНІ (нар. 1980)                   | Австралія         | Єпарх Мельбурнської Єпархії Петра і Павла УГКЦ в Австралії                                             |
| 18. Тімоті Пітер Джозеф Редкліф, O.P. (нар. 1945)   | Велика Британія   | богослов                                                                                               |
| 19. Фабіо Баджо, C.S. (нар. 1965)                   | Італія            | Заступник Секратаря для відділу у справах мігрантів Дикастерії служіння цілісному людському розвиткові |
| 20. Джордж Джейкоб Коовакад (нар. 1973)             | Індія             | службовець Державного Секретаріату, Відповідальний за організацію Папських подорожей                   |
| 21. Доменіко Батталья (нар. 1963)                   | Італія            | Архиєпископ Неаполя                                                                                    |

Папа також проголосив номінацію індонезійського єпископа Боґори Паскаліса Бруно Сюкура, O.F.M, однак 22 жовтня 2024 року той відмовився від кардинальства. 4 листопада 2024 року Папа Франциск додав до переліку майбутніх кардиналів архиєпископа Неаполя Доменіко Батталью.